# North Wiltshire
Il North Wiltshire fu un distretto locale del Wiltshire, Inghilterra, Regno Unito, con sede a Chippenham.
Il distretto fu creato con il Local Government Act 1972, il 1º aprile 1974 dalla fusione dei municipal borough di Calne, Chippenham, e Malmesbury col Distretto rurale di Calne and Chippenham, il Distretto rurale di Cricklade and Wootton Bassett e il Distretto rurale di Malmesbury.
Il 25 luglio 2007 è stata annunciata la soppressione del distretto, come quelli di tutta la contea, creando un'Autorità unitaria del Wiltshire.

## Parrocchie civili
- Ashton Keynes
- Biddestone
- Box
- Braydon
- Bremhill
- Brinkworth
- Broad Town
- Brokenborough
- Calne
- Calne Without
- Castle Combe
- Charlton
- Cherhill
- Chippenham
- Chippenham Without
- Christian Malford
- Clyffe Pypard
- Colerne
- Compton Bassett
- Corsham
- Cricklade
- Crudwell
- Dauntsey
- Easton Grey
- Great Somerford
- Grittleton
- Hankerton
- Heddington
- Hilmarton
- Hullavington
- Kington Langley
- Kington St Michael
- Lacock
- Langley Burrell Without
- Latton
- Lea and Cleverton
- Leigh
- Little Somerford
- Luckington
- Lydiard Millicent
- Lydiard Tregoze
- Lyneham and Bradenstoke
- Malmesbury
- Marston Maisey
- Minety
- Nettleton
- North Wraxall
- Norton
- Oaksey
- Purton
- St Paul Malmesbury Without
- Seagry
- Sherston
- Sopworth
- Stanton St Quintin
- Sutton Benger
- Tockenham
- Wootton Bassett
- Yatton Keynell